# Cantó de Tolosa-13
El cantó de Tolosa-13 és un cantó francès del departament de l'Alta Garona, a la regió d'Occitània. Està inclòs al districte de Tolosa, està format pel municipi de Colomièrs i una part del municipi que és cap del cantó i de la prefectura Tolosa de Llenguadoc.